# Alfred Mosselman
 (juillet 2015).
François Alfred Mosselman (Paris, 25 juin 1810 - Paris, 10 janvier 1867) est un industriel et mécène franco-belge.

## Biographie

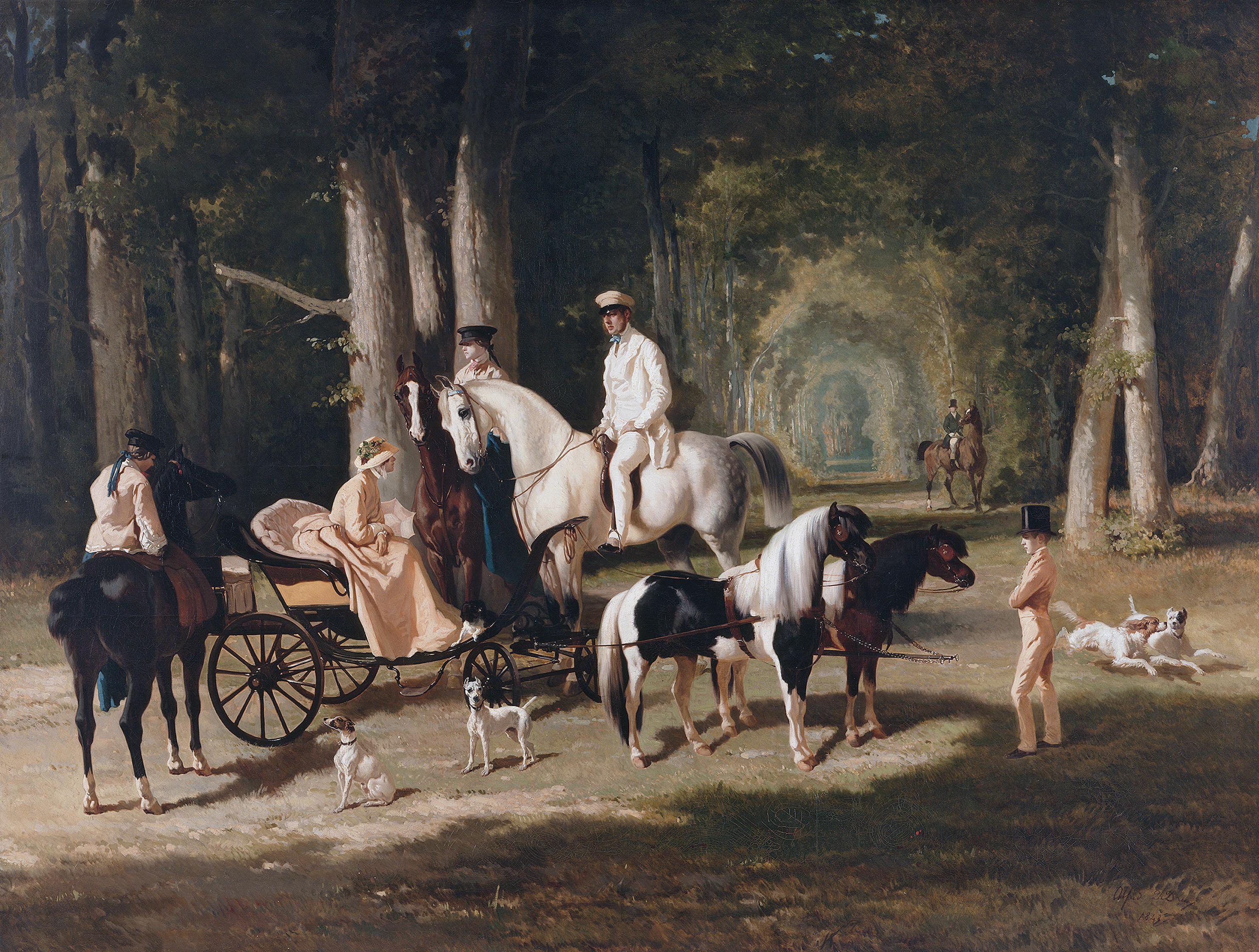
Alfred de Dreux, Portait de Monsieur et Madame Mosselman et de leurs deux filles [Charlotte et Pauline] (1848), Paris, Petit Palais.

Alfred Mosselman est le neuvième des onze enfants de François-Dominique Mosselman, un riche commerçant, et de Marie-Louise Tacqué. Il a deux ans de moins que sa sœur Fanny, ce qui peut faire supposer qu'ils partagèrent leurs années de prime jeunesse dans l’ancien hôtel Récamier, l'hôtel particulier situé rue de la Chaussée-d'Antin (Paris) habité par les nombreux enfants Mosselman et visité par d'encore plus nombreux clients et relations du père. Après des études d'ingénieur Alfred devient, tout comme son frère Émile, attaché auprès de l'ambassade de Belgique, dirigée par son beau-frère Charles Le Hon. Après la mort accidentelle d'Émile (1802-1832), il est le principal représentant de la famille au sein de la société des mines de zinc Vieille Montagne.
Il est également une figure de la vie mondaine. Dans sa jeunesse il appartient à la  « jeunesse dorée » parisienne, vivant de façon passablement dissolue. Il compte parmi ses amis Alfred de Musset, Félix Arvers et Alfred Tattet. Bon cavalier il possède son propre haras. Tout comme son frère cadet, le cavalier émérite et célibataire endurci Hippolyte Mosselman (1816-1873), il est l'un des premiers membres du Jockey Club de Paris, fondé en 1834.
Alfred Mosselman épouse en 1835 Eugénie-Claire Gazzini (1814-1856), dite baronne Brentano di Cimaroli, fille de Charles Gazzani et de Charlotte Bertani qui fut une maîtresse éphémère de Napoléon I en 1807. Ils ont quatre enfants :
- Charlotte (1836-1912) qui épouse son cousin germain Eugène Le Hon (1828-1860), fils de ses oncle et tante Charles Le Hon et Fanny Mosselman. Ils ont une fille, Marie (1855-1925) et un fils René (1858-1920) qui épouse Amélie Ginoux et qui eut deux filles. Charlotte épouse en secondes noces Léon Aignan, fils d'Étienne Aignan ;
- Pauline (1839-1864) ;
- Maurice (1843) ;
- Maurice-Alfred (1845-1899), officier de marine.

### Industriel
Après l'accident mortel de son frère Émile, renversé en 1832 par un fiacre, Alfred Mosselman devient le membre de la famille se préoccupant le plus de la société familiale Vieille Montagne. Jeune encore il prend la direction de la fabrique de zinc à Valcanville et devient administrateur de la société-mère qui prend des allures de multinationale.
En outre il s'intéresse à différents projets dans les départements normands de la Manche et du Calvados.
En 1837, il reprend la concession du canal de Vire et Taute, qui est inauguré en 1839. Ses héritiers remirent le canal à l'État en 1870 et il continua à rendre de bons services jusqu'en 1894. En 1838, Mosselman fonde la Société des canaux de la Manche qui en 1840 met en service le canal de la Soulle de Coutances, débouchant à Regnéville-sur-Mer. Les relations avec l'Angleterre se développent par ce canal (transports de bois, céréales, charbon). L'une des îles de Saint-Lô reçoit son nom. Mosselman organise également le commerce entre Carentan et Southampton. Vers l'Angleterre sont expédiés œufs, viande, volaille et spécialités normandes avec au retour du  bois nordique, du coton des Indes, du charbon. Carentan l'en remercie en lui donnant un nom de rue.
Les initiatives et activités de Mosselman en Normandie sont nombreuses :
- un ferry rapide entre Saint-Lô et Carentan (trois heures de traversée)
- la canalisation de l'Ouve depuis Saint-Sauveur-le-Vicomte et de la Vire jusqu'à Pont-Farcy
- la construction d'un chemin de fer entre Carentan et Saint-Lô et le projet d'une ligne entre Pont-Farcy et Mayenne
- l'exploitation d'une carrière de pierre calcaire à La Meauffe et à Cavigny.
- la promotion de la mécanisation de l'agriculture
- la construction d'une usine de tuyaux de drainage pour des projets d'irrigation (production en 1859 : 500.000 tuyaux)
- le développement d'une pisciculture sur la Vire
- la réouverture d'une mine de mercure à La Chapelle-Enjuger
- la fondation de la Compagnie des lais et relais, canalisations et dessèchements de l’Ouest (baie de Veys, Mont-Saint-Michel).
- la direction de l'usine de zinc de Barfleur
- la direction de la cotonnière de Vast
- la fondation de la Compagnie chaufournière de l’Ouest
- les briqueteries de Porribet à Saint-Fromond (tuyaux de drainage, briques, briques réfractaires, tuiles).

On s'accorde à estimer que Mosselman a fourni une contribution essentielle à l'endiguement et la poldérisation de terrains marécageux en Normandie. Il avait auparavant étudié les problèmes techniques de réalisation, en Belgique et aux Pays-Bas. Par l'entremise du duc de Morny, amant de sa sœur Fanny, il obtint en 1856 la concession de la baie de Veys.

### Amant et mécène
Alfred Mosselman s'est fait peindre avec femme et enfants par Alfred de Dreux (1810-1860). Cette splendide toile intitulée M. et Mme Alfred Mosselman et leurs filles qui date de 1848 est dans la collection du Petit Palais à Paris. Sa collection d'œuvres d'art fut vendue en 1863, à la suite de revers financiers. Bien des œuvres qui lui appartinrent se trouvent dans les grands musées. Ainsi le Metropolitan Museum of Art à New York a acquis en 2008 une œuvre d'Eugène Delacroix, Ovide parmi les Scythes, qui a appartenu à Mosselman. 
« Homme à femmes », il a une très longue liaison (de 1847 à 1861) avec Apollonie Sabatier (1822-1889), surnommée « la Présidente », décrite par les Goncourts comme étant « une belle femme un peu canaille ». Il lui offre une belle demeure, no 4 rue Frochot, où le beau monde se presse à ses dîners du dimanche soir. Parmi les hôtes réguliers se trouvent Alfred de Musset, Charles Baudelaire, Théophile Gautier (qui lui envoie régulièrement des lettres à caractère érotique), Hector Berlioz, Alexandre Dumas père et Alexandre Dumas fils, Eugène Delacroix, etc. Bien d'autres viennent s'y ajouter, tels que Gérard de Nerval, Nina de Callias, Arsène Houssaye, Gustave Flaubert, Louis Bouilhet, Maxime du Camp, Gustave Ricard, Auguste Clesinger, Paul de Saint-Victor, Henry Monnier, Victor Hugo, Ernest Meissonnier, Charles Augustin Sainte-Beuve, Charles Jalabert, Gustave Doré, Ernest Reyer, James Pradier, Auguste Préault, Jules Barbey d'Aurevilly et Édouard Manet. 

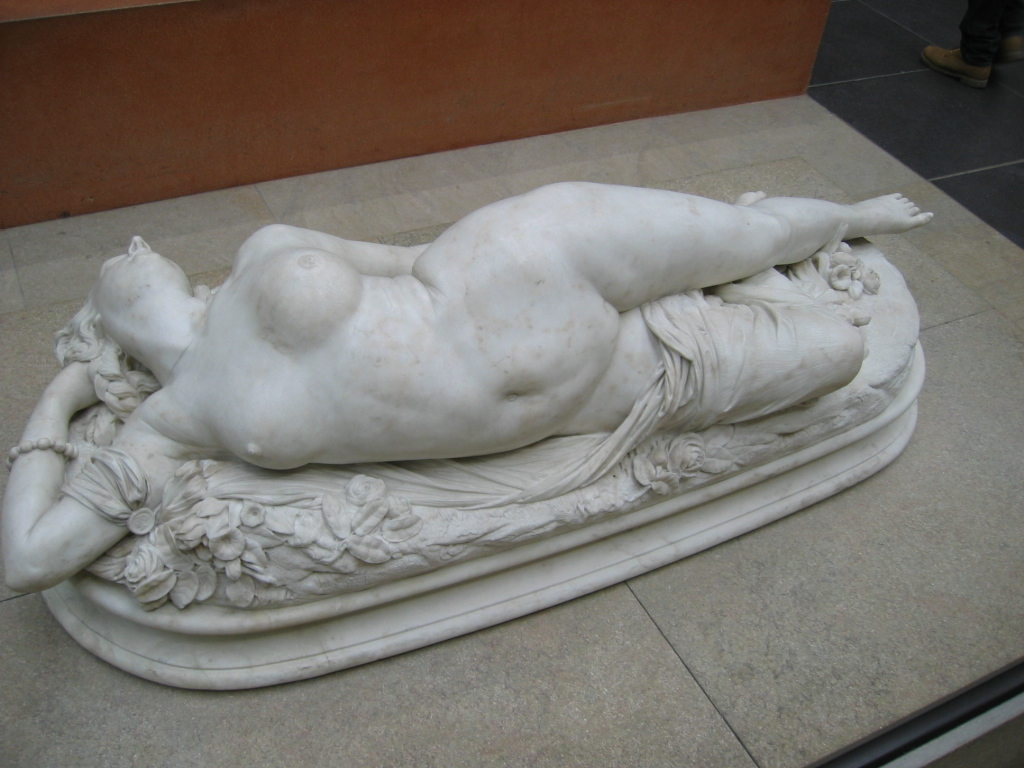
Auguste Clésinger, Femme piquée par un serpent (1847), Paris, musée d'Orsay.

La liaison Mosselman - Sabatier a laissé des traces dans l'art. Le fameux tableau L'Atelier du peintre (1855) de Gustave Courbet (musée d'Orsay), représente, parmi d'autres personnages, les deux amants. D'autre part, Mosselman commande à Clesinger la sculpture, Femme piquée par un serpent pour laquelle l'artiste fait un moulage du corps de « la Présidente ». Cette œuvre fait scandale au Salon de 1847 (musée d'Orsay).
Baudelaire, un des fidèles des diners du no 4 rue Frochot, se consume d'un amour non-partagé pour Apollonie. Elle lui inspire quelques-uns de ses plus beaux poèmes dans Les Fleurs du mal. Pendant plus de cinq ans il les lui a envoyés sous le couvert de l'anonymat. 
La demi-mondaine Sabatier n'était pas dépourvue de talents. Élève d'Ernest Messonier, elle dessine bien, surtout des miniatures. Elle chante honorablement. Avec ses cheveux d'or, elle est d'une beauté époustouflante. En 1861 Mosselman la délaisse au profit d'une nouvelle maîtresse, plus jeune et antiquaire de son métier. Sabatier refuse l'indemnité de départ qu'il veut lui offrir et préfère vendre sa collection d'objets d'art à l'aristocrate anglais Sir Richard Wallace (1818-1890), connu depuis lors pour sa « Wallace Collection » et pour la centaine de fontaines publiques qu'il a offerte à la ville de Paris.
Les chevaux, les femmes, quelques revers industriels et un style de vie exubérant ont eu à la longue raison de la fortune de Mosselman. En 1860 il vend son château de Condé-sur-Yton à sa sœur Fanny. En mars 1863 sa collection réputée est mise aux enchères. À sa mort, il n'avait que cinquante six ans.

## Hommages
- Rue Mosselman, à Liège.